# SIMOUN
SIMOUN（日語：シムーン），中文譯名西蒙，為2006年出版的一套日本電視動畫影集，隨後亦出版一系列的漫畫與小說。

## 概觀
在一個不知名星球上，人們自稱其生活的世界為「大空陸」。每個人都是以女性（又稱為「未定性」）的身分出生。大陸的國家以宮國（シムラークルム宮國）為中心，其周圍則有嶺國（プルンブム嶺國）與礁國（アルゲントゥム礁國）。
在宮國裡，司政院負責行政，司兵院掌管軍事，宮守掌管宗教祭祀。人民以農耕為主，安居樂業。宗教遺跡亦在宮國境內。宮國作為全大陸的信仰中心，擁有「泉」，未成年人17歲時便前往「泉」，以自己決定自己的性別，之後才算成年。十七歲這個時點是固定的，有人對定性感到不安，有人則是期待，但幾乎沒有人去質疑；這是宮國文化的一部份。
很久很久以前，宮國從地底掘出名為「Simoun」的飛行器，並將它視為不可褻瀆的「神之座騎」。「Simoun」只有未定性的少女可以搭乘，她們被宮國人民視為巫女，稱呼她們為「Simoun西貝拉」；Simoun西貝拉們能藉著Simoun，在天空中以光之航跡繪出「紋章」，作為獻給神的祈禱，這也是巫女們最重要的工作。
由於只有未定性的少女可以搭乘Simoun，巫女們可以將「十七歲定性」這件事往後延。
宮國人普遍將Simoun西貝拉視為巫女，而非戰士或士兵。但無論巫女與人民怎麼想，Simoun無可匹敵的強大戰力依然使宮國在制空能力上長期凌駕鄰國。Simoun的強大戰力是宮國最強，同時也是唯一的力量保證。
嶺國與礁國注重工業，科技發達。卻因開發過度導致環境嚴重污染，人民染病、生活艱辛。因為尋求Simoun不可思議的技術而與宮國發生衝突。
宮國中配屬アルクス・プリーマ艦中最優秀的Simoun小組「暴風組（コール・テンペスト）」在一次與鄰國的戰鬥中，連同Simoun一起，一口氣損失好幾位西貝拉。一些從戰鬥中生還的西貝拉意識到接下來的大戰，相繼求去，暴風組面臨解散危機。此時，有幾位新進西貝拉受選進入暴風組。

## 角色

### 暴風組成員
- 阿艾爾（Aaeru／アーエル）（配音員：新野美知）

17歲，身高150公分。深受祖父影響，原來是無法成為西貝拉的南部農民出身的訓練生。因為駕駛SIMOUN技術一流，後來配屬進「暴風組」。渴望成為奈比利爾的夥伴。笑容開朗，手上總是拿著爺爺送的風琴。
和其它西貝拉視自己為「巫女」的態度不同，阿艾爾將自己看做「戰士」，來到暴風組的目的就是為了戰鬥。
阿艾爾成為西貝拉還有一個理由：他一點也不想「定性」。他還沒決定要成為什麼性別，也不想被迫決定，如果可以的話，他甚至想一輩子保持未定性狀態，這種想法讓其他西貝拉難以接受。
「阿艾爾」這個字在嶺國的語言裡，其實是「獻給神的無上之愛」的意思。
- 奈比利爾（Neviril／ネヴィリル）（配音員：高橋理惠子）

18歲，身高161公分。暴風組的小隊長。身為宮國中地位最崇高的巫女，研究出許多古代紋章的真正效果，人稱「黃金巫女（シヴュラ・アウレア）」。
對阿姆利亞十分愛慕，在戰鬥中失去阿姆利亞後，內心幾乎崩潰，直到認識阿艾爾。
- 芭拉耶特（Paraietta／パライエッタ）（配音員：小清水亞美）

18歲，身高170公分。奈比利爾的青梅竹馬，同屬「暴風組」，地位僅次於奈比利爾，是奈比利爾的左右手；在故事中，由於奈比利爾長期處在低潮期，芭拉耶特幾乎一直扮演著隊長角色。
從小就對奈比利爾抱持強烈愛意，深藏心中，更暗自決定以後要成為男性保護奈比利爾（因為奈比利爾似乎想成為女性）。
他的世界是以奈比利爾為中心在運轉的。
- 凱姆（Kaimu／カイム）（配音員：細越みちこ）

16歲，身高156公分。阿爾提的雙胞胎姐姐。眼神溫柔，愛慕芭拉耶特。
因為某事件，下意識不給妹妹阿爾提好臉色，而且認為「都是阿爾提的錯」。
- 阿爾提（Aruti／アルティ）（配音員：豐口惠）

凱姆的妹妹，非常愛護姐姐。
- 芙羅耶（Furoe／フロエ）（配音員：相澤みちる）

有着淘氣且健談的性格，對於戰鬥十分樂衷，對所愛更是勇於追求。有點喜歡阿艾爾。
喜怒哀樂很分明，對某些事也充滿偏見。
- 羅德雷亞蒙（Roodoreamonn／ロードレアモン）（配音員：高橋美佳子）

名門出身，承繼西貝拉傳統，是個嫻靜寡言的女孩子。過去與瑪米娜為「大小姐與僕人的孩子」關係，想和瑪米娜成為朋友。
性格強韌，外柔內剛，羅德雷亞蒙很少掩飾自己，雖然看起來多少有點為畏縮，但其實是心靈非常平衡的人，常常能做為眾人溝通的橋樑。
- 里莫奈（Rimone／リモネ）（配音員：能登麻美子）

暴風組第一批新進成員，天才兒童，史上年紀最小的西貝拉。
個性似強實弱，總是習慣讓別人來決定一切，進了暴風組後，開始對這樣的自己感到厭惡。
嗜好甜食。
- 多米努拉（Dominuura／ドミヌーラ）（配音員：ゆかな）

年紀最長的西貝拉，成熟冷靜。直屬司兵院，替暴風組處理許多政務，某時甚至主導了局部戰略指揮權。看似功利主義者與陰謀家，其實是非常善良的人。
過去是專門練習繪製「翠玉紋章」的「右手組」成員，亦是該組唯一的生存者。
主要搭檔是里莫奈。
- 摩利娜斯（Morinasu／モリナス）（配音員：水樹奈奈）

與阿艾爾、里莫奈同樣是暴風組的第一批新進成員，和阿艾爾相同，對「巫女」的身份沒什麼自覺，因為喜歡Simoun才跑來巫女。
十足俏皮活潑的女孩，常常跑到維修場。
對某人老把她當成「西貝拉」，而不是一個「人」，感到微微不悅。
- 瑪米娜（Mamiina／マミーナ）（配音員：森永理科）

第二批調入暴風組的兩人之一，與羅德雷亞蒙是舊識。原本因為平民關係無法當上西貝拉，靠著自身的努力與機運，成為暴風組的一員。
對於「十分幸運」，擁有優良家族背景與傳統的羅德雷亞蒙，心中有股厭惡，總是以帶刺的方式和他說話。
強勢、帥氣、開朗、敢愛敢恨。看似功利主義者，其實是理想家性格。
非常擅長家務，料理也是一流。瑪米娜說他的理想是為家人做好吃的料理。
- 尤恩（Yunn／ユン）（配音員：名塚佳織）

與瑪米娜一同調到暴風組。冷靜沉著，愛看書。對於在戰鬥中往生的前隊友始終耿耿於懷，認為自己不能放棄戰鬥而逃開。阿艾爾認為他這種說法根本是想死。
- 阿姆利亞（Amuria／アムリア）（配音員：喜多村英梨）

意志堅定，面對事情都能無所畏懼，追求戰鬥，是奈比利爾原本的夥伴。在激戰中與奈比利爾繪出「翠玉紋章（翠玉のリ。マージョン）」失敗而失蹤。
在奈比利爾眼中，阿姆利亞與阿艾爾有許多相似之處。

### 艦隊
- 古拉吉夫（グラギエフ）（配音員：桑島法子）

アルクス・プリーマ的副艦長，輔佐阿努比杜夫。以前是西貝拉，因此很愛護西貝拉們。
- 阿努比杜夫（Anubitufu／アヌビトゥフ）（配音員：木内レイコ）

アルクス・プリーマ的艦長，做事果決。與古拉吉夫一樣以前是西貝拉。
- ワポーリフ（配音員：水澤史繪）

アルクス・プリーマ艦上Simoun專屬的修理技師，曾經是西貝拉，因此十分尊敬西貝拉。與芙羅耶是「名義上的『前』戀人關係」，與摩利娜斯間有淡淡的感情。
在故事中剛定性（定為男性）不久。

### 其他
- 奧納西亞（オナシア）（配音員：玉川紗己子）

位居所有巫女的中心頂點，主持テンプスパティウム宮。長久以來都不曾選擇性別。
- 安古拉斯（Angulasu／アングラス）（配音員：松来未祐）

嶺國的巫女，溫柔嫻靜，非常有巫女的樣子。在宮、嶺國和談中登上アルクス・プリーマ艦，隨後以自殺方式引爆炸藥，毀去大量Simoun，後來卻出現在遺跡中。
- ヴューラ（配音員：早坂愛）

コール・ルボル的成員。個性溫柔，像大姐姐一般。
- ワウフ（配音員：高乃麗）

宮國偵察母艦メッシス（Messis）號的艦長。

## 集數
第1話　堕ちた翼

第2話　青い泉

第3話　遠い戦争

第4話　近い戦争

第5話　白い孤独

第6話　傷と痛み

第7話　公海上空にて

第8話　祈り

第9話　審問

第10話　籠の鳥

第11話　共同戦線

第12話　姉と妹

第13話　理（ことわり）

第14話　冒さざるもの

第15話　一人、また一人

第16話　翠玉のリ・マージョン

第17話　遺跡

第18話　葬列

第19話　シヴュラ

第20話　嘆きの詩

第21話　新天地への扉

第22話　出撃

第23話　永遠の少女

第24話　選択

第25話　パル

第26話　彼女達の肖像

## 幕後製作
- 監督：西村純二
- 角色設定・總作畫監督：西田 亜沙子
- 機械設定：Jin Seob Song
- 美術監督：小林 七郎
- 概念設計：長濱 博史
- 動畫製作：スタジオディーン
- 3DCG制作：CreativeField
- 音響監督：辻谷耕史
- 音樂制作：ビクターエンタテインメント
- 音樂製作人：野崎 圭一
- 音樂：佐橋 俊彦
- 原作：小山田風狂子／篠吉 祥・美原 轟
- 製作：シムーン製作委員会

## 主題曲
- 片頭曲：石川智晶「美しければそれでいい」

　　作詞・作曲：石川智晶　編曲：西田マサラ
- 片尾曲：savage genius「祈りの詩」

　　作詞：ああ　作曲：Takumi　編曲：鈴木daichi秀行

## 播放時段（日本）
- 東京電視台：4月3日（一）當地時間凌晨1時30分首播
- 大阪電視台：4月7日（五）當地時間凌晨2時30分首播
- 愛知電視台：4月7日（五）當地時間凌晨2時58分首播

## 其他

### 小說
- Megami文庫『Simoun』第1卷。作者：岡崎純子；插畫：西田亜沙子・スタジオディーン。学習研究社出版。

### 漫畫
- 『Simoun』

　　速瀬羽柴作畫，連載於『季刊コミック百合姫』，一迅社出版，1~3話完。

- 『シムーン ～まじかる美勇伝～』

　　あきづき弥作畫。開始連載於2006年8月號（Vol.75）的『Megami MAGAZINE』，学習研究社出版。

### 廣播
- 『Simoun ～電波 DE リ·マージョン～（日语：Simoun〜電波 DE リ・マージョン〜）』第1回～第26回

　　由聲優高橋理恵子（ネヴィリル役）和高橋美佳子（ロードレアモン役）主持的網路廣播節目。

### 電玩
- 『SIMOUN 異薔薇戦争~封印のリ・マージョン~』（PS2）

　　動畫中第9話~第14話為主要舞台。

　　除了原有角色外，新增兩名關鍵的遊戲人物アーシュラ（配音員：福圓美里）、サイルサンドラ（配音員：喜多村英梨）

### Drama
- 「嗚呼、麗しの派遣ＯＬなぜなんだシムーン株式会社」

## 外部連結
日本
- Simoun電視動畫官方網站（页面存档备份，存于）（日語）
- 東京電視台 シムーン（页面存档备份，存于）（日語）
- 一迅社 コミック百合姫（页面存档备份，存于） 漫畫（日語）
- <音泉> Simoun～電波 DE リ・マージョン～ 廣播（日語）
- SIMOUN 異薔薇戦争~封印のリ・マージョン~ 遊戲（日語）
- シムーン情報まとめWiki（日語）
- シムーン保管庫（日語）

其他地區
- 西蒙專題（页面存档备份，存于）（中文簡體）
- Simoun Hasegawa Vimana airframe world Fan Page（英／日）